# Campionat sud-americà de clubs de bàsquet
El Campionat sud-americà de clubs (en portuguès: Campeonato Sul-Americano de Clubes, espanyol: Campeonato Sudamericano de Clubes), també anomenat Copa Sud-americana, fou una competició internacional masculina de basquetbol disputada anualment pels millors clubs sud-americans.
Era organitzada per la Confederación Sudamericana de Básquetbol i més tard per la FIBA Americas. La competició es disputava en una o diverses seus. Els vuit clubs participants es dividien en dos grups de quatre. Els dos primers de cada grup disputen les semifinals i la final. La competició passà a segon nivell amb l'aparició de la Lliga sud-americana de bàsquet, i el 2008 acabà desapareixent.

## Historial
| Any  | Seu                                             | Campió                             | Finalista                              |
| ---- | ----------------------------------------------- | ---------------------------------- | -------------------------------------- |
| 1946 | Buenos Aires (Argentina)                        | Olimpia                            | Gimnasia y Esgrima de Villa del Parque |
| 1953 | Antofagasta (Xile)                              | Club Olimpia · Flamengo · Santa Fe |                                        |
| 1956 | Montevideo (Uruguai)                            | Sporting                           | Ateneo de la Juventud                  |
| 1958 | Guayaquil (Equador)                             | Sporting                           | San Lorenzo                            |
| 1961 | Asunción (Paraguai)                             | EC Sírio                           | Club Olimpia                           |
| 1965 | São Paulo (Brasil)                              | SC Corinthians                     | Tabaré                                 |
| 1966 | São Paulo (Brasil)                              | SC Corinthians                     | LD Estudantil                          |
| 1967 | Antofagasta (Xile)                              | Thomas Bata                        | Welcome                                |
| 1968 | Montevideo (Uruguai)                            | EC Sírio                           | Welcome                                |
| 1969 | Guayaquil (Equador)                             | SC Corinthians                     | LD Estudantil                          |
| 1970 | Punta Arenas (Xile)                             | EC Sírio                           | Atlético Atenas                        |
| 1971 | Arequipa (Perú)                                 | EC Sírio                           | Sportiva Italiana Valparaíso           |
| 1972 | São Paulo (Brasil)                              | EC Sírio                           | Olimpia                                |
| 1974 | Mercedes, Montevideo i Salto (Uruguai)          | Amazonas Franca                    | CA Peñarol                             |
| 1975 | La Paz (Bolívia)                                | Amazonas Franca                    | Obras Sanitarias                       |
| 1977 | Corrientes i Buenos Aires (Argentina)           | Amazonas Franca                    | SE Palmeiras                           |
| 1978 | São Paulo (Brasil)                              | EC Sírio                           | Amazonas Franca                        |
| 1979 | Illa Margarita (Veneçuela)                      | EC Sírio                           | Guaiqueríes de Margarita               |
| 1980 | Cúcuta (Colòmbia)                               | Associação Francana                | EC Sírio                               |
| 1981 | Asunción i Encarnación (Paraguai)               | Ferro Carril Oeste                 | São José Basketball                    |
| 1982 | Buenos Aires (Argentina) i Montevideo (Uruguai) | Ferro Carril Oeste                 | Obras Sanitarias                       |
| 1983 | Montevideo (Uruguai) i Buenos Aires (Argentina) | CA Peñarol                         | Monte Líbano                           |
| 1984 | Tarija i Sucre (Bolívia)                        | EC Sírio                           | CA River Plate                         |
| 1985 | Limeira i Jundiaí (Brasil)                      | Monte Líbano                       | San Andrés                             |
| 1986 | Buenos Aires (Argentina)                        | Monte Líbano                       | Ferro Carril Oeste                     |
| 1987 | Valparaíso i Santiago (Xile)                    | Ferro Carril Oeste                 | Monte Líbano                           |
| 1988 | Caracas (Veneçuela)                             | Trotamundos                        | AD Atenas                              |
| 1989 | Asunción (Paraguai)                             | Trotamundos                        | Biguá                                  |
| 1990 | Guayaquil (Equador)                             | Ravelli Franca                     | San Pedro Pascual                      |
| 1991 | Franca (Brasil)                                 | Ravelli Franca                     | AD Atenas                              |
| 1992 | Montevideo (Uruguai)                            | Biguá                              | All Star Franca                        |
| 1993 | Córdoba (Argentina)                             | AD Atenas                          | All Star Franca                        |
| 1994 | Lima (Perú)                                     | AD Atenas                          | Olimpia (VT)                           |
| 1995 | Bucaramanga (Colòmbia)                          | Rio Claro                          | Hebraica y Macabi                      |
| 1996 | Concepción i Talca (Xile)                       | Independiente Gral. Pico           | Rio Claro                              |
| 1998 | Tarija (Bolívia)                                | Vasco da Gama                      | Welcome                                |
| 1999 | Rio de Janeiro (Brasil)                         | Vasco da Gama                      | Associação Bauru                       |
| 2000 | Valencia (Veneçuela)                            | Trotamundos                        | Vasco da Gama                          |
| 2001 | Illa Margarita (Veneçuela)                      | Delfines de Cabinas                | Espartanos de Margarita                |
| 2002 | Valdivia (Xile)                                 | Delfines de Miranda                | Deportes Valdivia                      |
| 2003 | Maracaibo (Veneçuela)                           | Delfines de Miranda                | Gimnasia y Esgrima (CR)                |
| 2004 | Asunción (Paraguai)                             | CA Boca Juniors                    | Delfines de Miranda                    |
| 2005 | Rafaela (Argentina)                             | CA Boca Juniors                    | Unitri/Uberlândia                      |
| 2006 | Barquisimeto (Veneçuela)                        | CA Boca Juniors                    | Guaros de Lara                         |
| 2007 | Brasilia (Brasil)                               | Minas Tênis Clube                  | CA Boca Juniors                        |
| 2008 | Guayaquil (Equador)                             | Biguá                              | Libertad                               |